# Frechas
Frechas es una freguesia portuguesa del municipio de Mirandela, con 18,41 km² de superficie y 1137 habitantes (2001). Su densidad de población es de 61,8 hab/km².

## Galería

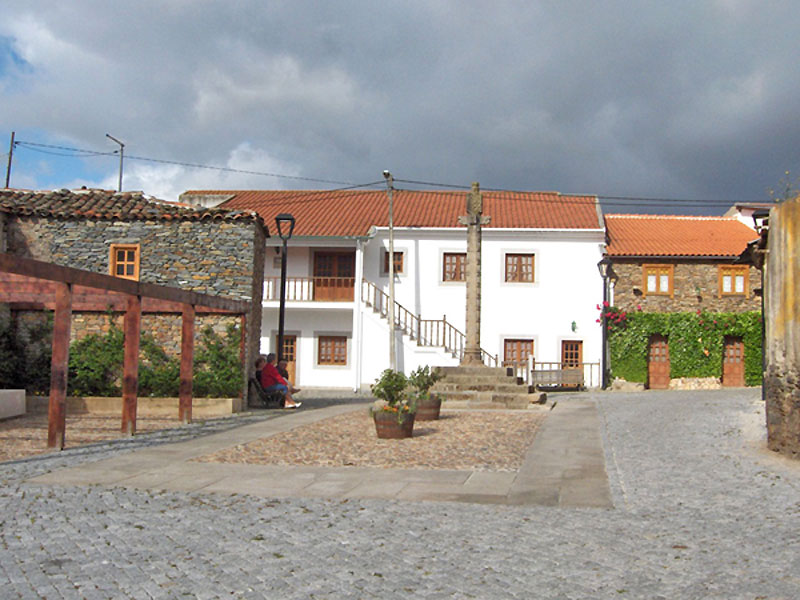
Largo do Pelourinho, 2005